# Bernard Redwood
Bernard Boverton Redwood (* 28. November 1874 in Finchley; † 28. September 1911 in Hampstead) war ein britischer Motorbootfahrer.
Redwood wurde bei den Olympischen Spielen 1908 in London gemeinsam mit den zwei anderen Besatzungsmitgliedern der Gyrinus, Thomas Thornycroft und John Field-Richards, zweifacher Olympiasieger im Motorbootsport, in der B-Klasse und in der C-Klasse, jeweils über 40 Seemeilen. Thornycroft nahm die Hilfe beider Besatzungsmitglieder in Anspruch, um das durch hohen Seegang eindringende Wasser auszuschöpfen. Zudem hatte sich Redwood bereits vorher einen Namen als Mitglied des Royal Motor Yacht Clubs gemacht und einen Preis wegen seiner Untersuchungen zu Motorbooten gewonnen.
In der B-Klasse, wo nur Boote mit maximal 20 Meter Länge teilnehmen durften, startete die Gyrinus gegen John Marshall Gorham mit der Quicksilver. Diese musste jedoch nach zwei Runden aufgeben, da Wasser in das Boot gelaufen war, sodass Redwood zusammen mit den beiden anderen Mitgliedern zum ersten Olympiasieger im Motorbootsport wurde.
In der tags darauf ausgetragenen C-Klasse durften die Boote nur sieben Meter lang sein und maximal 800 Kilogramm wiegen. Erneut startete die Gyrinus mit nur einem Konkurrenten, der Sea Dog von Warwick Wright. Doch auch diesmal musste der Rivale aufgeben, weil der Motor heißgelaufen war. Redwood und die Gyrinus wurden damit Doppel-Olympiasieger. Im letzten Wettbewerb, der A-Klasse, ging die Gyrinus nicht an den Start, es siegte der Franzose Émile Thubron.
Da Motorboot nach 1908 nie wieder eine olympische Sportart wurde, bleiben Redwood, Thornycroft und Field-Richards bis heute mit zwei Goldmedaillen die erfolgreichsten Athleten dieser Sportart.
Nur drei Jahre nach seinem Olympiasieg starb Redwood 1911 an einer Lungenentzündung vor seinem Vater, dessen Titel Sir er nicht mehr übernehmen konnte.